# Munikowo
Munikowo (ros. Муниково) – wieś w Rosji, w rejonie grazowieckim obwodu wołogodzkiego. W 2021 r. była niezamieszkana.